# Mysteron
De Mysterons zijn een fictief buitenaards ras uit Gerry Andersons supermarionation-sciencefictionserie Captain Scarlet and the Mysterons en de digitaal geanimeerde remake New Captain Scarlet.

## Achtergrond
De Mysterons komen van de planeet Mars. De mens kwam voor het eerst in contact met hen gedurende de tweede Zero-X expeditie naar de planeet, geleid door Captain Black van de Aardse veiligheidsorganisatie Spectrum. Het doel van deze missie was het vinden van de bron van vreemde radiosignalen die Spectrum had opgepikt. De expeditieleden ontdekten een Mysteronstad. Nadat ze een mysteroncamera aanzagen voor een wapen, gaf Captain Black het bevel de stad op te blazen. De stad werd echter vrijwel direct herbouwd door een vreemde blauwe lichtstraal. Woedend over deze aanval richtten ze hun aandacht op de Aarde.
Via hun proces van retormetabolisme maakten ze Captain Black tot hun agent en stuurden hem naar de Aarde. Via hem en enkele andere agenten voerden ze vervolgens terreuraanslagen uit in een strijd die ze zelf de “War of the Nerves” noemden.

## Retrometabolisme
De gevaarlijkste eigenschap van de Mysterons is hun gave om materie te herstellen via een proces dat ze retrometabolisme noemen. Via dit proces herstelden ze hun stad. Mysterons kunnen via retormetabolisme een exacte kopie maken van een voorwerp of persoon, op voorwaarde dat dit voorwerp eerst wordt vernietigd, of die persoon eerst gedood. Eenmaal gekopieerd staat het voorwerp of de persoon geheel onder controle van de Mysterons. Tevens wordt het gekopieerde voorwerp of persoon veel sterker en soms zelfs bijna onverwoestbaar.
Ditzelfde retrometabolisatieproces is wat Captain Scarlet onverwoestbaar maakt. Hij werd gedood door de Mysterons en daarna geretrometaboliseerd als een van hun agenten. De macht van de Mysterons over Captain Scarlet werd echter verbroken nadat Scarlet van een parkeertoren viel.
Indien een voorwerp of persoon wordt geretrometaboliseerd, verschijnen na de vernietiging van het origineel twee ringen van groen licht boven het voorwerp waaruit de kopie tevoorschijn komt. Via deze kopieën kunnen de Mysterons infiltreren in de samenleving.

## Uiterlijk en kenmerken
De Mysterons zijn in de serie onzichtbare personages. De kijker krijgt enkel hun loodzware dreigende stem te horen, maar hoe ze eruitzien wordt nooit onthuld. De Mysterons hebben de gewoonte om hun aanslagen altijd vooraf te melden via de radio via het bericht: This is the voice of the Mysterons, we know you can hear us Earthmen! today we shall... gevolgd door de beschrijving van de aanslag. Waarom de Mysterons dit doen is niet bekend.
Over het gedrag van de Mysterons bestaan enkele onduidelijkheden. Zo is het bijvoorbeeld niet duidelijk waarom ze zo kwaad waren over de vernietiging van hun stad aangezien ze hem binnen een paar tellen weer hadden herbouwd. Ook is het niet bekend waarom ze later in de serie de pogingen van Spectrum om te onderhandelen negeren.
Oorspronkelijk was het Andersons idee dat de Mysterons helemaal geen levende wezens waren, maar computers achtergelaten door aliens die eerder Mars bezochten. Dat zou in elk geval verklaren waarom de Mysterons geen enkel teken van emoties vertonen. Uiteindelijk besloot Anderson om de Mysterons wel aliens te laten zijn, maar om ze nooit in beeld te brengen zodat de serie niet in latere jaren “gedateerd” zou lijken. In de TV Century 21 stripboeken werden de Mysterons omschreven als zowel energiewezens als computers. Tegenwoordig is de computertheorie het meest aanvaard onder fans.
Over de zwakheden van de Mysterons was lange tijd niets bekend. In de aflevering Operation Time werd onthuld dat ze kwetsbaar zijn voor elektriciteit van een hoge spanning. Deze elektriciteit kon hen, en hun geretrometaboliseerde agenten, werkelijk doden/vernietigen zonder dat ze weer tot leven kwamen door retrometabolisatie. Verder konden Mysteronagenten worden ontmaskerd met röntgenstraling. Wel was het zo dat mensen die een confrontatie met de Mysterons overleefden soms ten onrechte voor Mysteronagenten werden aangezien.